# Harris Lebus
Harris Lebus était un fabricant et grossiste de meubles basé dans l'East End de Londres à Tabernacle Street avec une usine à Tottenham. L'entreprise approvisionnait des magasins tels que Maple & Co. (en), produisant principalement des meubles de chambre à coucher et de salle à manger,. Après la période édouardienne, l'entreprise a connu du succès dans la production de masse de meubles abordables pour un plus large éventail de clients.

## Histoire
Au cours de la période de sa meilleure production au début des années 1900, le style de mobilier est étroitement associé au mouvement Arts and Crafts, principalement construit en chêne et caractérisé par des corniches en surplomb, des panneaux de porte encastrés et des pieds carrés à tournés avec des pieds rembourrés à la manière de William Birch de High Wycombe . Le matériel prêt à l'emploi est simple et stylistiquement bien conçu, souvent en cuivre martelé dans le style Art nouveau. Ces pièces aujourd'hui sont très recherchées. Également à cette époque, un petit nombre de chambres à coucher en acajou, en satinwood ou en noyer de haute qualité dans le style Sheraton ont été fabriquées,,,.

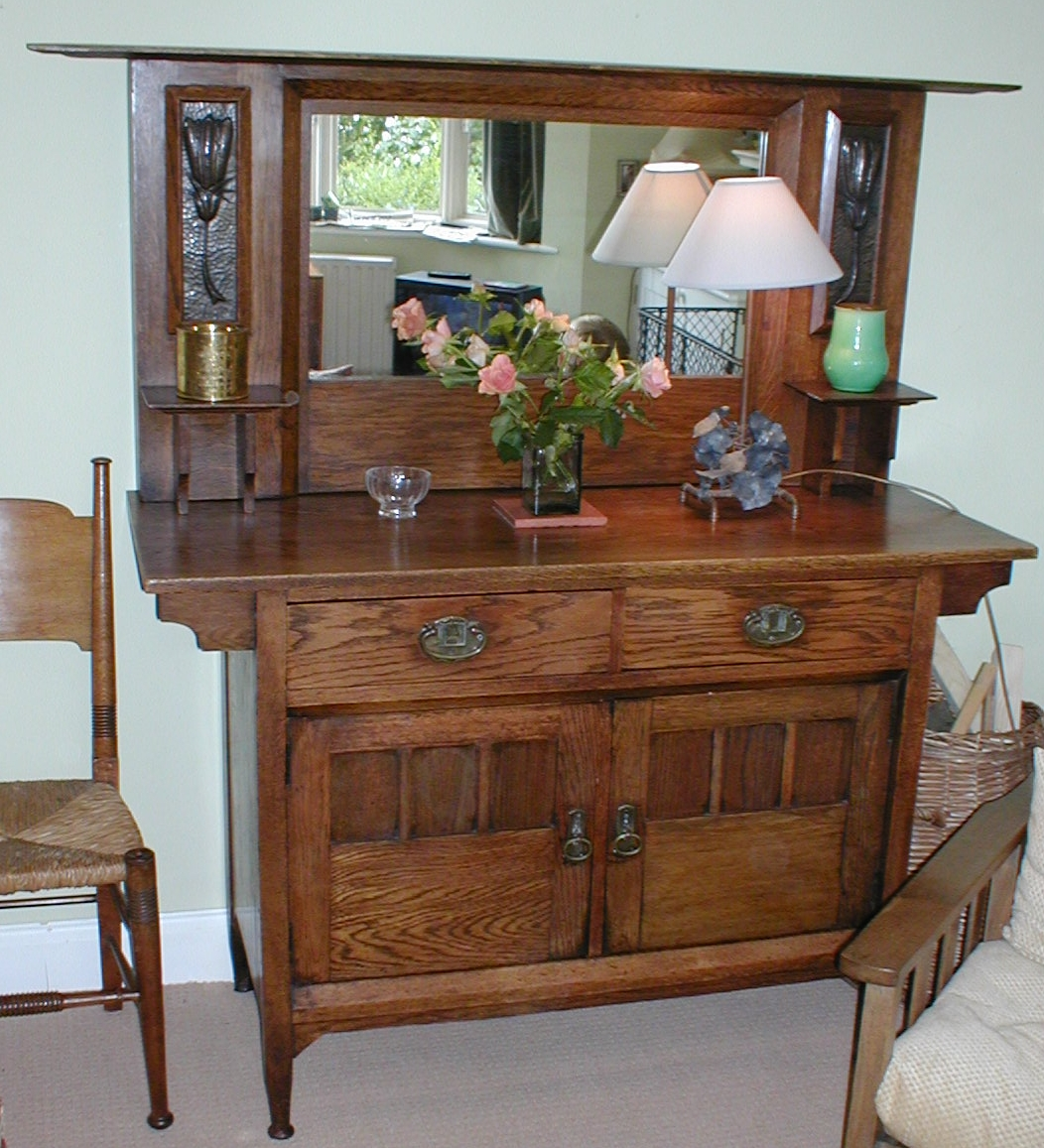
Une pièce de Lebus

Comme dans de nombreuses grandes entreprises, leurs concepteurs restent anonymes. Ce fabricant prolifique avait plus à voir avec les apports du style Arts and Crafts pour les masses que tout autre.
Les tiroirs des meubles Harris Lebus tels que les coffres, les armoires et les bureaux à cylindre fabriqués pendant cette période, peuvent être identifiés par le HLL (pour Harris Lebus, Londres) sur les plaques frontales des serrures en laiton. Plus évidemment, certains bureaux avaient 'The Lebus Desk' estampillé sur la plaque d'écusson de la serrure à cylindre,,. Les plaques frontales des serrures de tiroir Lebus de cette période ont des bords typiquement arrondis. C'était le résultat d'un brevet de 1904 conçu pour rendre la mortaise correspondante plus facilement découpée par des machines . Toujours en 1904, l'entreprise déposa un brevet relatif à la construction de côtés de tiroir (un panneau encadré, plutôt qu'en bois massif), pour réduire le gauchissement et le collage ultérieur,. Cela fournit une aide supplémentaire à l'identification des meubles Lebus de la période édouardienne.
Pendant la Première Guerre mondiale, l'entreprise a fourni au gouvernement un grand volume de fournitures de guerre. Celles-ci allaient des caisses de munitions aux châssis d'avions.
Après la guerre, la politique de fabrication de l'entreprise a été modifiée. Il a été décidé d'augmenter la mécanisation pour permettre la production de volumes élevés de meubles bien construits abordables pour un plus large éventail de personnes. Cela a été un énorme succès et Harris Lebus est devenu un nom connu et le plus grand fabricant de meubles au monde.
Pendant la Seconde Guerre mondiale, l'entreprise a produit le planeur Airspeed Horsa, et l'avion multi-rôle Mosquito. L'entreprise a également entrepris des opérations top secrètes, telles que la construction de répliques de chars Sherman en bois.
Après la guerre, l'entreprise est devenue une partie du programme gouvernemental de production de meubles utilitaires (en)  portant la marque CC41 (en) et a joué un rôle central dans la fourniture de techniques de fabrication moins chères pour fournir au pays des meubles à moindre coût avec lesquels ils pourraient reconstruire leurs maisons, et en fait leur L'équipe de conception a inventé et breveté la technique consistant à utiliser des faces en panneaux synthétiques avec d'autres bois. La société a également conçu et perfectionné les moyens d'assembler des meubles à partir de sections préformées et de terminer la construction en durcissant les lignes de colle de résine, en utilisant l'électricité «radiofréquence» ou «R.F.». Aucune fixation métallique n'était requise dans l'assemblage. De plus, au milieu des années 1960, la société a breveté une procédure de placage améliorée.
Harris Lebus a cessé d'être un partenariat familial en 1947 lorsqu'il a été lancé en tant que société publique. Au départ, des membres de la famille siégeaient au conseil d'administration principal, Sir Herman Lebus devenant président et directeur général; LS Lebus directeur général adjoint et Anthony et Oliver Lebus membres du conseil d'administration. Louis H Lebus et SH (Bob) Lebus ont pris leur retraite. Après des difficultés financières, causées par une période de mauvaise gestion qui n'était pas familiale, l'entreprise ferma définitivement en 1969.